# مرقد آقا
مرقد آقا داستانی از نیما یوشیج است که ابتدا در سال ۱۳۰۹ به تعداد محدود منتشر شد و انتشارات مرجان در اردیبهشت ۱۳۴۹ آن را بازنشر کرد. این داستان که به تعصبات و جهل عوام مربوط می‌شود، ساده و شامل طنز و تراژدی است و از قرن هشتم هجری ریشه می‌گیرد.

## نقد
علی‌اصغر راشدان نقدی کوتاه بر این داستان نوشته‌است.